# شطاب (الأفلاج)
شطاب هو أحد أكبر أودية الأفلاج في السعودية. يبلغ طوله حوالي مائتي كيلو متر. ينحدر من الغرب إلى الشرق من قمة العارض، ثم يأخذ في الاتجاه جنوبًا عند موضع يسمى المفهاق، حتى يصب في الجدول مصب كثير من أودية الأفلاج، مثل: وادي الغيل، ووادي الأحمر، والثوير، وحرم، والحنو، وغيرها.